# Дијен Бијен Фу
Дијен Бијен Фу (виј. Điện Biên Phủ) је град у Вијетнаму, у покрајини Дијен Бијен, близу границе са Лаосом. Према резултатима пописа 2009. у граду је живело 76.000 становника.